# 孫治 (成化進士)
孫治（1433年—？），字五美，江西臨江府清江縣人，民籍，明朝政治人物。

## 生平
江西鄉試第二十七名舉人。成化十七年（1481年）中式辛丑科會試第一百二十九名，三甲第四十二名進士。

## 家族
曾祖孫思誠，稅課司大使；祖父孫執輿；父孫永常，母吳氏。永感下。兄五典。